# Гнојен
Гнојен (њем. Gnoien) град је у њемачкој савезној држави Мекленбург-Западна Померанија. Једно је од 62 општинска средишта округа Гистров. Према процјени из 2010. у граду је живјело 3.105 становника. Посједује регионалну шифру (AGS) 13053022.

## Географски и демографски подаци
Гнојен се налази у савезној држави Мекленбург-Западна Померанија у округу Гистров. Град се налази на надморској висини од 21 метра. Површина општине износи 41,0 km². У самом граду је, према процјени из 2010. године, живјело 3.105 становника. Просјечна густина становништва износи 76 становника/km².